# 世界科学院
世界科学院（The World Academy of Sciences for the Advancement of Science in Developing Countries），原名第三世界科學院（Third World Academy of Sciences）、发展中国家科学院（Academy of Sciences for the Developing World），為一個獨立的非營利、非政治性學術行政組織。
第三世界科學院成立於1983年，由发展中國家的科學家發起，得到聯合國支持，義大利政府資助，總部設於義大利的里雅斯特。第三世界科學院的目的是挑選、支持及推動來自發展中國家的卓越科學研究計畫，使第三世界國家受益，並促進與發達國家間的交流。該院支持了約100個發展中國家的各種不同科學研究計畫，並獎助超過2000位來自發展中國家的科學家。現任院長是中国科学院院长白春礼。
2004年12月16日，第三世界科學院更名为发展中世界科学院（The Academy of Sciences for the Developing World）。2012年9月，发展中国家科学院（The Academy of Sciences for the Developing World）更名为世界科学院（The World Academy of Sciences for the Advancement of Science in Developing Countries）。

## 獎勵
為了鼓勵學者從事第三世界的基礎及應用研究，第三世界科學院共有下列獎項：
- TWAS數學獎
- TWAS物理獎
- TWAS化學獎
- TWAS生物獎
- TWAS基礎醫學獎
- 第三世界科學組織網路(TWNSO)農業獎
- 第三世界科學組織網路(TWNSO)技術獎
- TWAS演講獎
- 阿布杜斯·薩拉姆(Abdus Salam)科學技術獎

除了演講獎外，獲獎者都可以獲得一萬美金的獎金。而所有獲獎者也都可獲得載明主要成就貢獻的獎章一枚。

## 世界科學院院士
世界科學院每年新增加50名左右，由第三世界國家的科學院、國家研究理事會、大學和研究機構以及發達國家的科學組織的著名科學家中選舉產生。而華人的院士眾多，兩岸及海外華人即佔20％左右。

## 外部連結
- 第三世界科學院（页面存档备份，存于） （英文）